# Auster Autocrat
El Auster J/1 Autocrat fue un monoplano turístico británico monomotor de tres asientos y ala alta de la década de 1940, construido por Auster Aircraft Limited en Rearsby, Leicestershire.

## Diseño y desarrollo
A medida que se acercaba el final de la Segunda Guerra Mundial, los diseñadores de Taylorcraft decidieron desarrollar una versión tourer de la robusta y fiable serie de aviones de observación Taylorcraft Auster Model J (AOP.V). Un Auster 5, matriculado G-AGOH, fue modificado para llevar un motor Blackburn Cirrus II de 75 kW (100 hp) para realizar pruebas. Al mismo tiempo, se construyó un prototipo de avión denominado Taylorcraft Auster V Serie J/1 Autocrat. El nombre largo no se utilizó, ya que la compañía cambió de nombre a Auster Aircraft Limited y el avión pasó a ser conocido como Auster J/1 Autocrat.
La designación J/1 derivaba del ascendiente Model J, que era el Auster AOP.V.

### Producción y operación

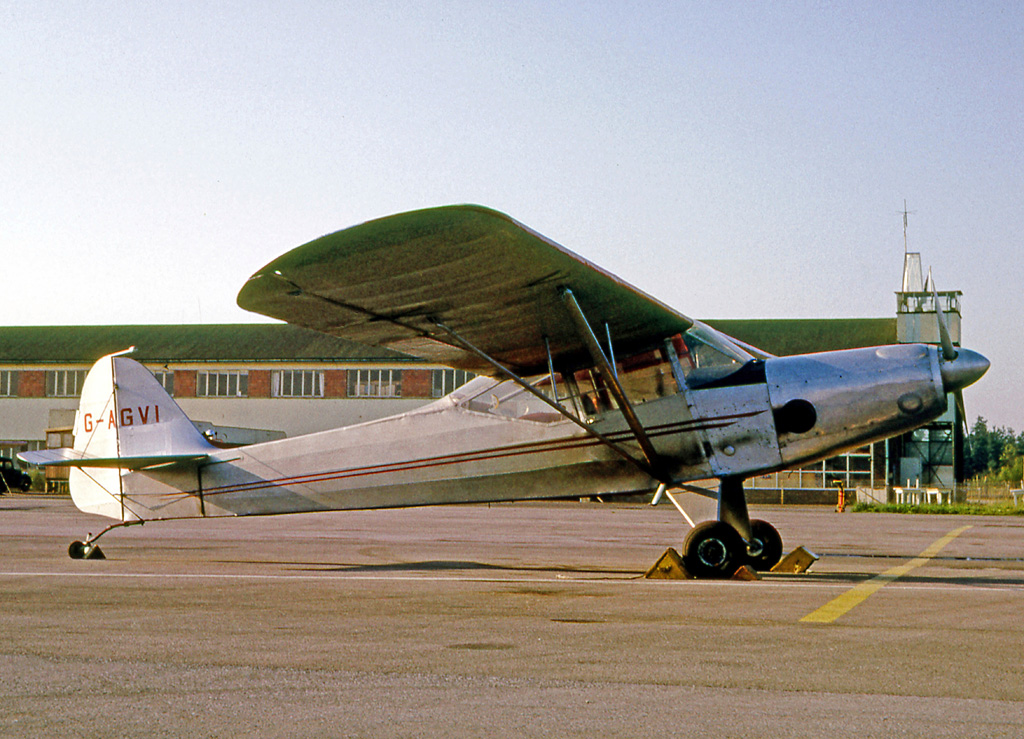
J/1 Autocrat en 1966, propulsado por un motor de turbina de gas Rover TP.

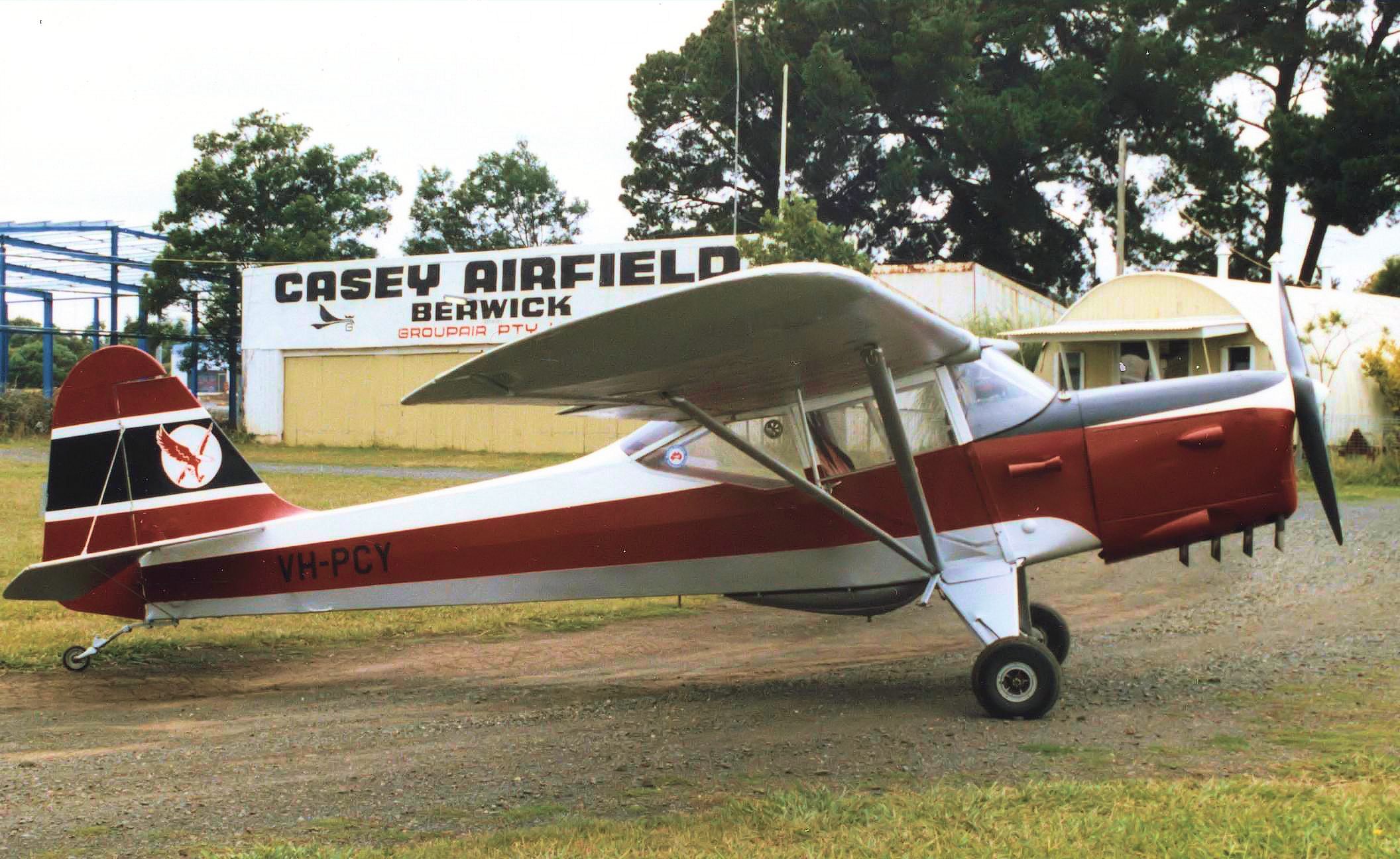
Auster J/1N Alpha con los colores de British Eagle en Casey Airfield, Berwick, Victoria, Australia, en 1988.

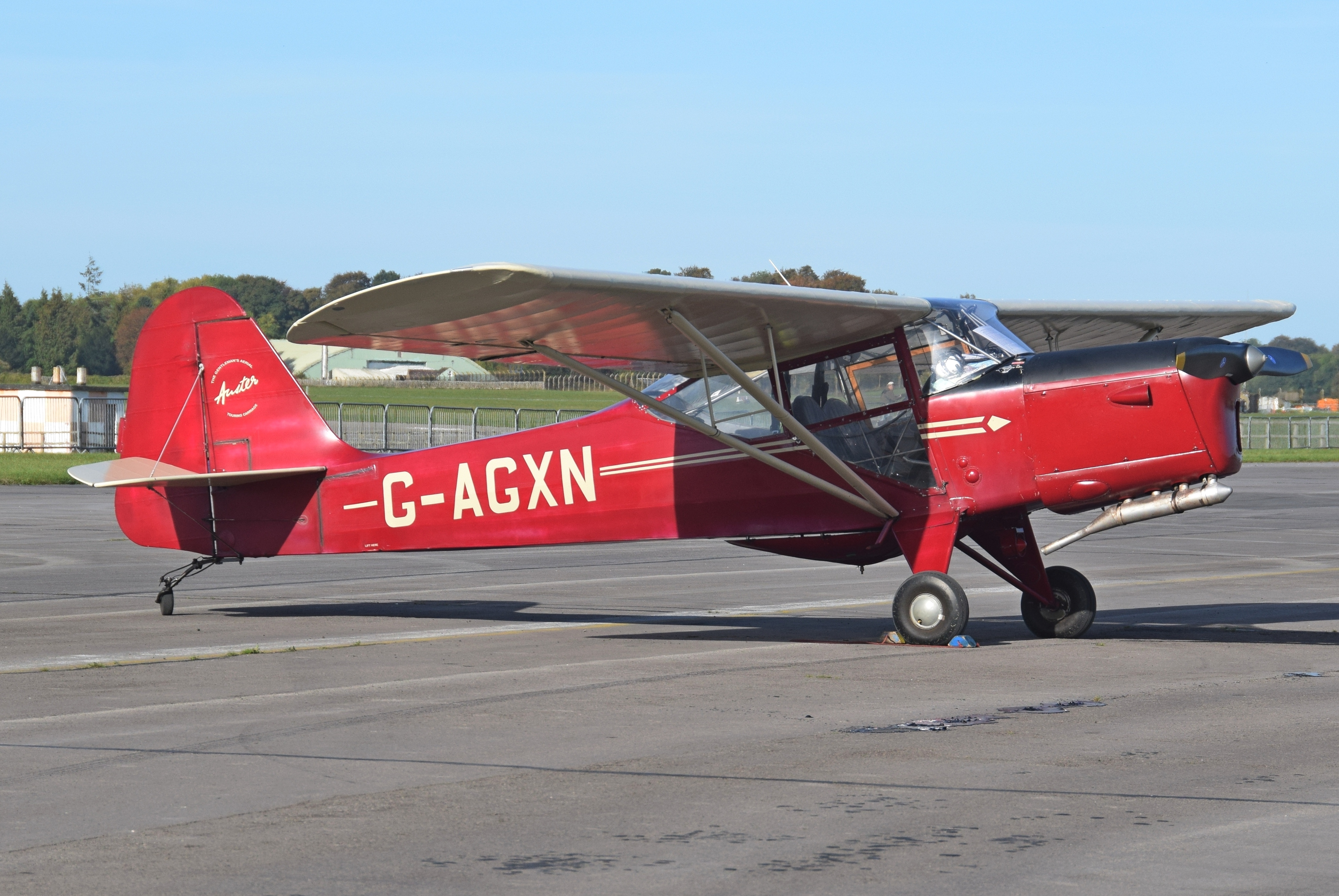
Auster J/1N Alpha de 1946 en el Reino Unido.

El primer avión de producción, con matrícula G-AGTO, se entregó en diciembre de 1945. Una de las hazañas más espectaculares de este modelo fue la primera visita de un avión civil a un portaaviones, el HMS Illustrious en el Canal de la Mancha en octubre de 1946. Los últimos J/1 construidos en Rearsby se entregaron en 1952.
El Autocrat se convirtió en uno de los aviones ligeros británicos de mayor éxito de la posguerra, con más de 400 ejemplares construidos. Se construyó un pequeño número de variantes y el avión se convirtió en la base de una familia de aviones ligeros. El Autocrat fue utilizado por pilotos particulares, aeroclubes y pequeñas empresas chárter en vuelos de pasajeros, remolque de pancartas y fotografía.
Muchos J/1 se convirtieron al estándar J/1N Alpha con un empenaje más alto y se equiparon con un motor Gipsy Major de 130 hp, como el utilizado en el J/1B Aiglet. En 1956-1957 se completaron 45 J/1N Alpha de nueva construcción, principalmente para exportar a Australia.
V.H. Bellamy convirtió un único Autocrat (G-AGVI) en 1965 para que fuera propulsado por un motor de turbina de gas Rover TP. Fue revertido a motor normal en 1968.
A partir de 1946, los ejemplares recién construidos del Autocrat y del Alpha se exportaron directamente desde la línea de producción de Rearsby a muchos países del mundo, incluidos Argentina, Australia, Bélgica, Brasil, Ceilán, Dinamarca, Egipto, Francia, Irak, Jordania, Países Bajos, Nueva Zelanda, Noruega, Pakistán, Sudáfrica, Rodesia del Sur, Suecia, Suiza, Trinidad y Tobago, Uganda y Uruguay. Otros aviones matriculados en el Reino Unido se vendieron posteriormente en el extranjero en el mercado de segunda mano.
Un gran número de Autocrat y Alpha continuaban volando hasta la década de 2010 con propietarios privados en el Reino Unido, Australia, Nueva Zelanda y otros lugares.

## Variantes
J/1 Autocrat
Versión de producción con motor Blackburn Cirrus Major. Varios fueron equipados posteriormente con motores Lycoming O-320-A1A de hasta 150 hp.
J/1A Autocrat
Cuarto asiento adicional para vuelos de recreo.
J/1N Alfa
Propulsado por un motor De Havilland Gipsy Major I y con superficies de cola ampliadas. Cuatro plazas.
J/1S Autocrat
Propulsado por un motor De Havilland Gipsy Major 10 Mk 2-2 de 145 hp.
Kingsford Smith Kingsmith
Una conversión de Auster J/1 en Australia realizada por Kingsford Smith Aviation Services, equipada con un motor Avco Lycoming O-320 de 112 kW (150 hp) y otras mejoras (incluidos mejores asientos e insonorización).

## Operadores
Irán
- Imperial Iranian Aero Club

 Israel
- Sherut Avir
- Fuerza Aérea Israelí

 Kuwait
- Fuerza Aérea de Kuwait

 Jordania
- Real Fuerza Aérea Jordana

 Rodesia
- Fuerza Aérea de Rodesia: un solo avión.

 Rodesia del Sur
- Fuerza Aérea de Rodesia del Sur: un solo avión.

## En la cultura popular
- Un Auster Autocrat (matriculado G-AIGD) apareció en el episodio 42 de la serie Father Brown de la BBC, que se emitió por primera vez en enero de 2016.
- Un Auster J/1N apareció en el Episodio 3 de la Serie 8 de Foyle's War, Elise, emitido en enero de 2015.

## Especificaciones (J/1 Autocrat)
Referencia datos: British Civil Aviation since 1919 Volume 1

### Características generales
- Tripulación: Uno (piloto)
- Capacidad: Dos pasajeros
- Longitud: 7,1 m (23,4 ft)
- Envergadura: 11 m (36 ft)
- Altura: 2 m (6,5 ft) (cola abajo y hélice horizontal)
- Superficie alar: 17,2 m² (185,1 ft²)
- Peso vacío: 477 kg (1051,3 lb)
- Peso cargado: 839 kg (1849,2 lb)
- Planta motriz: 1× motor lineal invertido de 4 cilindros refrigerado por aire Blackburn Cirrus Minor 2.
  - Potencia: 75 kW (103 HP; 102 CV)
- Hélices: Bipala Fairey-Reed metálica o Weybridge de madera de paso fijo
- Diámetro de la hélice: 1,8 m[10]
- Capacidad de combustible:  68 L[10]

### Rendimiento
- Velocidad máxima operativa (Vno): 190 km/h (118 MPH; 103 kt)
- Velocidad crucero (Vc): 160 km/h (99 MPH; 86 kt)
- Velocidad de entrada en pérdida (Vs): 48 km/h (30 MPH; 26 kt) (dos tripulantes y flaps abajo)[10]
- Alcance: 510 km (275 nmi; 317 mi)
- Techo de vuelo: 4300 m (14 108 ft)
- Régimen de ascenso: 2,9 m/s (569 ft/min)
- Carrera de despegue: 230 m con viento de 8 km/h[10]
- Distancia de aterrizaje: 91 m con viento de 8 km/h[10]

## Aeronaves relacionadas

### Desarrollos relacionados
- Auster Avis

### Secuencias de designación
- Secuencia Alfanumérica (interna de Auster): Auster A.2/45 - J/1 Autocrat - J/1B Aiglet - J/1U Workmaster - J/2 Arrow →